# Вратаре
Вратаре је насељено место града Крушевца у Расинском округу. Према попису из 2022. има 342 становника (према попису из 2011. било је 419 становника).
Село Вратаре је постојало још у 18. веку, али не на месту где се данас налази, већ у врх потока Падине, то је јест у месту Јасењак. У то време, пре 250 година, становници овог села су се због оскудације у пијаћој води преселили на месту поред реке, где се и данас налази село Вратаре. Ново име село је добило према положају на коме се налази, на вратима клисуре, која одатле настаје уз реку. Вратаре се простире углавном поред десне обале Падешке реке, надалеко од места где се ова река спаја са Залоговачком реком и чине Бошњанску реку, која се улива у Западну Мораву код села Бошњана. Мали број кућа налази се на левој обали Падешке реке према гробљу. Спада у тип средње збијености, а дели се на Горњу малу и Доњу малу. Око Бошњанске реке налази се пространа равница, која се изнад села сужава и рачва у два крака. Један крак иде уз Залоговачку реку, а други уз Падеску реку. Гледано од Мораве и села Бошњана ка Падежу, ово се село налази на месту где престаје равница и настаје клисура. Кроз доњи крај села протиче Јасињачки поток који лети понекад пресушује.
|  |

| Демографија | Демографија | Демографија |
| Година      | Становника  | Становника  |
| ----------- | ----------- | ----------- |
| 1948.       | 651         |             |
| 1953.       | 709         |             |
| 1961.       | 726         |             |
| 1971.       | 664         |             |
| 1981.       | 607         |             |
| 1991.       | 540         | 493         |
| 2002.       | 462         | 508         |
| 2011.       | 419         |             |
| 2022.       | 342         |             |

| Етнички састав према попису из 2002.‍ | Етнички састав према попису из 2002.‍ | Етнички састав према попису из 2002.‍ | Етнички састав према попису из 2002.‍ | Етнички састав према попису из 2002.‍ |
| ------------------------------------ | ------------------------------------ | ------------------------------------ | ------------------------------------ | ------------------------------------ |
|                                      |                                      |                                      |                                      |                                      |
| Срби                                 | Срби                                 |                                      | 461                                  | 99,78%                               |
| Македонци                            | Македонци                            |                                      | 1                                    | 0,21%                                |
| непознато                            | непознато                            |                                      | 0                                    | 0,0%                                 |

| Година пописа     | 1948. | 1953. | 1961. | 1971. | 1981. | 1991. | 2002. |
| ----------------- | ----- | ----- | ----- | ----- | ----- | ----- | ----- |
| Број домаћинстава | 125   | 128   | 153   | 160   | 149   | 138   | 128   |

| Број чланова      | 1  | 2  | 3  | 4  | 5  | 6  | 7 | 8 | 9 | 10 и више | Просек |
| ----------------- | -- | -- | -- | -- | -- | -- | - | - | - | --------- | ------ |
| Број домаћинстава | 27 | 27 | 13 | 17 | 17 | 13 | 9 | 1 | 1 | 3         | 3,61   |

| Пол    | Укупно | Неожењен/Неудата | Ожењен/Удата | Удовац/Удовица | Разведен/Разведена | Непознато |
| ------ | ------ | ---------------- | ------------ | -------------- | ------------------ | --------- |
| Мушки  | 188    | 39               | 132          | 13             | 3                  | 1         |
| Женски | 203    | 20               | 134          | 44             | 5                  | 0         |
| УКУПНО | 391    | 59               | 266          | 57             | 8                  | 1         |

| Пол    | Укупно                    | Пољопривреда, лов и шумарство | Рибарство                            | Вађење руде и камена | Прерађивачка индустрија       |
| ------ | ------------------------- | ----------------------------- | ------------------------------------ | -------------------- | ----------------------------- |
| Мушки  | 133                       | 96                            | 0                                    | 0                    | 23                            |
| Женски | 138                       | 124                           | 0                                    | 0                    | 6                             |
| УКУПНО | 271                       | 220                           | 0                                    | 0                    | 29                            |
| Пол    | Производња и снабдевање   | Грађевинарство                | Трговина                             | Хотели и ресторани   | Саобраћај, складиштење и везе |
| Мушки  | 2                         | 7                             | 3                                    | 0                    | 0                             |
| Женски | 0                         | 1                             | 2                                    | 0                    | 0                             |
| УКУПНО | 2                         | 8                             | 5                                    | 0                    | 0                             |
| Пол    | Финансијско посредовање   | Некретнине                    | Државна управа и одбрана             | Образовање           | Здравствени и социјални рад   |
| Мушки  | 0                         | 0                             | 1                                    | 0                    | 0                             |
| Женски | 1                         | 0                             | 1                                    | 1                    | 1                             |
| УКУПНО | 1                         | 0                             | 2                                    | 1                    | 1                             |
| Пол    | Остале услужне активности | Приватна домаћинства          | Екстериторијалне организације и тела | Непознато            | Непознато                     |
| Мушки  | 0                         | 0                             | 0                                    | 1                    | 1                             |
| Женски | 1                         | 0                             | 0                                    | 0                    | 0                             |
| УКУПНО | 1                         | 0                             | 0                                    | 1                    | 1                             |